# Linia kolejowa nr 624
Linia kolejowa nr 624 Kraków Zabłocie – Kraków Bonarka – dwutorowa linia kolejowa w Krakowie. Umowę na jej budowę podpisano 16 września 2015, a 10 grudnia 2017 rozpoczął się po niej regularny ruch pociągów. Łącznica pozwala na wyjazd z Krakowa w kierunku południowo-zachodnim z pominięciem stacji Kraków Płaszów oraz peronu nr 2 przystanku Kraków Podgórze (do 9 grudnia 2017 roku funkcjonujący pod nazwą Kraków Krzemionki).

## Przebieg
Łącznica łączy przystanek Kraków Zabłocie znajdujący się na linii nr 91 Kraków Główny – Medyka ze stacją Kraków Bonarka (w tym również i z przystankiem Kraków Podgórze) na linii nr 94 Kraków Płaszów – Oświęcim. Dzięki niej możliwy jest przejazd pociągiem z Krakowa Głównego do Zakopanego, Oświęcimia i Skawiny z pominięciem stacji Kraków Płaszów.

## Historia

### Budowa

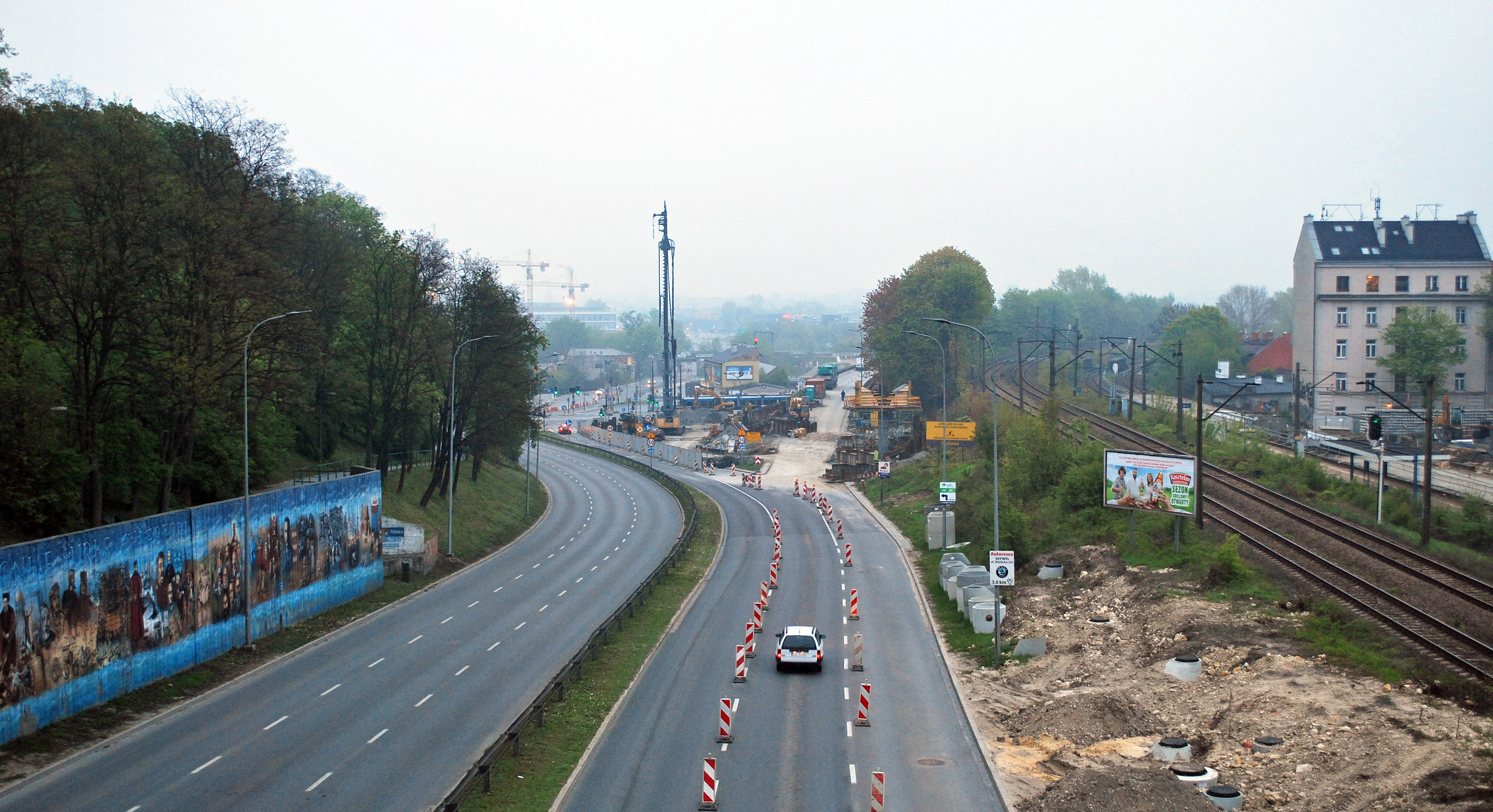
Linia podczas budowy

16 września 2015 PKP Polskie Linie Kolejowe podpisały z konsorcjum firm Budimex i Ferrovial Agroman umowę na budowę łącznicy kolejowej między przystankiem Kraków Zabłocie i stacją Kraków Bonarka, połączonej z przebudową przystanków Kraków Zabłocie i Kraków Krzemionki. Konsorcjum wynajęło spółkę KZN Rail jako podwykonawcę części stricte kolejowej. Wartość inwestycji oszacowano na 258 mln zł, a zakończenie prac zaplanowano na drugą połowę 2017 roku.
23 września 2015, w związku z budową łącznicy, zamknięto przystanek Kraków Zabłocie. Przez pierwsze miesiące prowadzone były prace przygotowawcze polegające na wyburzeniach i budowie części podpór. W lutym 2016 rozpoczęto przebudowę toru nr 1 linii nr 91 w okolicach przystanku Kraków Zabłocie o długości około 500 m wraz ze wstawką pod przyszły rozjazd umożliwiający wjazd na łącznicę. 12 marca 2016 zamknięto dla ruchu samochodowego estakadę Obrońców Lwowa, a dzień później zamknięto przystanek Kraków Krzemionki.
6 kwietnia 2016 na plac budowy zostały dostarczone pierwsze elementy konstrukcji stalowej obiektu i rozpoczął się montaż przęseł. W czerwcu zakończono budowę peronu na przystanku Kraków Krzemionki, dzięki czemu 24 czerwca 2016 został on ponownie otwarty.
Na początku września 2016 gotowych było 27 z 30 filarów i 18 z 28 stalowych przęseł, a pod koniec miesiąca gotowych było kolejnych 5 przęseł. W grudniu 2016 gotowe były wszystkie podpory i przęsła.
W sierpniu 2017 estakada i torowisko były już gotowe. W tym czasie trwały roboty wykończeniowe na przystankach.

### Eksploatacja
20 października 2017 odbył się przejazd techniczny z udziałem ministra infrastruktury i budownictwa, prezesa PKP PLK i dziennikarzy, a 7 grudnia oficjalne otwarcie z udziałem wiceministra infrastruktury i budownictwa. 9 grudnia po linii przejechał pierwszy pociąg rozkładowy, którym był TLK Uznam do Zakopanego, a dzień później, wraz z wprowadzeniem nowego rozkładu jazdy, na linii rozpoczął się regularny ruch pociągów.
Bezpośrednio po otwarciu łącznicy, czas przejazdu pociągów dalekobieżnych pomiędzy stacjami Kraków Główny a Kraków Bonarka skrócił się o około 15 minut, jednakże nie wszystkie pociągi dalekobieżne skierowano na nową łącznicę ze względu na dzielenie składów na grupy wagonowe na stacji Kraków Płaszów. W przypadku pociągów osobowych relacji Kraków Główny – Skawina czas skrócił się z 40–45 minut do 22–30 minut, ponieważ niepotrzebne stało się przesiadanie lub zmiana czoła w Płaszowie.
22 marca 2018, ze względu na trwające prace modernizacyjne w krakowskim węźle kolejowym oraz rozpoczęcie prac na linii nr 97 pomiędzy Skawiną a Suchą Beskidzką, zaprzestano ruchu pociągów przez linię nr 624.

## Posterunki ruchu
| Rodzaj i nazwa                                            | Zdjęcie | Liczba peronów | Liczba krawędzi peronowych | Infrastruktura         |
| --------------------------------------------------------- | ------- | -------------- | -------------------------- | ---------------------- |
| przystanek osobowy i posterunek odgałęźny Kraków Zabłocie |         | 2              | 4                          | - przejście pod torami |
| przystanek Kraków Podgórze                                |         | 2              | 3                          |                        |
| stacja Kraków Bonarka                                     |         | 2              | 4                          | - przejście nadziemne  |

## Obiekty inżynieryjne
Oba tory łącznicy przebiegają na oddzielnych estakadach, posadowionych na 30 filarach, z których najwyższy ma 14 m. Odległości pomiędzy filarami wynoszą od 31 do 81 metrów. Najmniejszy promień łuku toru wynosi 258 m, co wymusiło zastosowanie podkładów typu Y.

## Ruch pociągów
Linia wykorzystywana jest przede wszystkim przez pociągi łączące Kraków ze Skawiną linii SKA 2 Szybkiej Kolei Aglomeracyjnej. Kursują nią również pociągi regionalne w dłuższych relacjach oraz składy dalekobieżne PKP Intercity.

## Nagrody i wyróżnienia
- 2018 – tytuł „Dzieło Mostowe Roku 2017” przyznany przez Związek Mostowców RP[28].